# The Cowboy Heir
The Cowboy Heir è un cortometraggio muto del 1913. Il nome del regista non viene riportato nei credit del film.

## Produzione
Il film fu prodotto dalla Flying A (American Film Manufacturing Company).

## Distribuzione
Distribuito dalla Mutual Film, il film - un cortometraggio in una bobina - uscì nelle sale cinematografiche USA il 15 febbraio 1913. Fu distribuito anche nel Regno Unito, dove uscì il 16 aprile di quello stesso anno.